# Бобылевское сельское поселение (Тюменская область)
Бобылевское се́льское поселе́ние — муниципальное образование в Исетском районе Тюменской области Российской Федерации.
Административный центр — село Бобылево.

## История
Статус и границы сельского поселения установлены Законом Тюменской области от 5 ноября 2004 года № 263 «Об установлении границ муниципальных образований Тюменской области и наделении их статусом муниципального района, городского округа и сельского поселения».

## Население
| 2010 | 2011 | 2012 | 2013 | 2014 | 2015 | 2016 |
| ---- | ---- | ---- | ---- | ---- | ---- | ---- |
| 818  | ↗819 | ↗824 | ↘823 | ↘816 | ↗818 | ↘806 |
| 2017 | 2018 | 2019 | 2020 | 2021 |      |      |
| ↘796 | ↘790 | ↘780 | ↘769 | ↗887 |      |      |

## Состав сельского поселения
| № | Населённый пункт | Тип населённого пункта       | Население |
| - | ---------------- | ---------------------------- | --------- |
| 1 | Бобылево         | село, административный центр | 490       |
| 2 | Лобанова         | деревня                      | 174       |
| 3 | Осинова          | деревня                      | 22        |
| 4 | Сизикова         | деревня                      | 101       |
| 5 | Созонова         | деревня                      | 31        |